# Filip Fjeld Andersen
Filip Fjeld Andersen (Nesodden, 4 juli 1999) is een Noorse biatleet. Hij is de broer van Aleksander Fjeld Andersen die tevens een biatleet is. 

## Carrière
Op 19 maart 2021 maakte Andersen zijn debuut in de wereldbeker in de 10 km sprint van Östersund, hij behaalde een 58e plaats. De volgende dag pakte hij zijn eerste wereldbeker punten in de aansluitende 12,5 km achtervolging. Daarnaast won hij in het seizoen 2020/2021 ook de eindstand in de IBU cup, het niveau onder de wereldbeker.
Het seizoen 2021/2022 behaalde Andersen zijn eerste podiumplaats in de sprint van Annecy-Le Grand Bornand werd hij derde op 17 december 2023. Zijn eerste overwinning in de wereldbeker behaalde hij op de 4×7,5 km estafette samen met Sivert Guttrom Bakken, Sturla Holm Lægreid en Vetle Sjåstad Christiansen op 4 maart 2022 in Kontiolahti. 
In het seizoen 2022/2023 droeg Andersen lange tijd de blauwe bib, als leider in het U25 klassement. Onder meer door ziekte en de daarmee gepaard gaande forfaits verloor hij de eerste plaats in het klassement. 

## Resultaten

### Wereldkampioenschappen junioren
| Jaar | Plaats | Onderdeel   | Onderdeel | Onderdeel     | Onderdeel |
| Jaar | Plaats | Individueel | Sprint    | Achtervolging | Estafette |
| ---- | ------ | ----------- | --------- | ------------- | --------- |
| 2018 | Otepää | Zilver      | 5e        | 4e            | Brons     |

Eindklasseringen
| Seizoen   | Algemeen | Individueel | Sprint | Achtervolging | Massastart |
| --------- | -------- | ----------- | ------ | ------------- | ---------- |
| 2020/2021 | 91e      | –           | –      | 71e           | –          |
| 2021/2022 | 21e      | 48e         | 9e     | 27e           | 23e        |
| 2022/2023 | 25e      | 44e         | 18e    | 21e           | 31e        |

Wereldbekerzeges
| Nr.       | Datum            | Plaats      | Onderdeel          |           |
| Estafette | Estafette        | Estafette   | Estafette          | Estafette |
| --------- | ---------------- | ----------- | ------------------ | --------- |
| 1.        | 4 maart 2022     | Kontiolahti | 4×7,5 km estafette |           |
| 2.        | 10 december 2022 | Hochfilzen  | 4×7,5 km estafette |           |